# 家-ウチ- ※アルバムが1万枚売れなかったらmisonoはもうCDを発売することができません。
『家-ウチ- ※アルバムが1万枚売れなかったらmisonoはもうCDを発売することができません。』（ウチ アルバムがいちまんまいうれなかったらmisonoはもうCDをはつばいすることができません）は、misonoの4枚目のオリジナルアルバムである。

## 解説
2013年発売の『symphony with misono BEST』から約1年ぶりのCDリリースで、オリジナルアルバムのリリースとしては、2010年の『Me』以来のこととなる。
CD+DVD形態とCD形態（CDのみ）の二形態でリリースされた。後述する通り、CD+DVD形態とCD形態では、CD盤の収録曲が異なっている。
サブスクリプションなどの楽曲配信ではCD形態（CDのみ）の楽曲のみの場合がある。

## 売上枚数とそれ以降のCDリリースについて
タイトルが示す通り売り上げが1万枚に達しない場合は、今後CDのリリースはしない旨を公約としていた。
オリコンでは49位にランクインしたものの、売り上げは3,000枚程度となり、以降はランク圏外となる。
その後も公式サイトで売上枚数がカウントされていたが5,816枚でカウントが終わり、公約通りそれ以降はCDのリリースは行っていない。

## 収録曲

### CD+DVD形態
曲名のあとに※がついているトラックは、CD形態盤には収録されていない。
1. 「ウチ!ウチ!ROCK〜取り扱い説明書〜」 – 5:37
作詞: ウチ、作曲・編曲: AKIRASTAR
2. 「ホ・ン・ト・ウ・ソ」 – 5:02
作詞・作曲: Me、編曲: 西川進
OVA「テイルズ オブ シンフォニア THE ANIMATION 世界統合編」オープニングテーマ。misonoがMe名義でリリースした1枚目のシングルのA面1曲目。
3. 「四六“時「己」中”キミ時間オレ時計〜メトロノームの同期現象〜」 – 3:41
作詞: Me、作曲・編曲: AKIRASTAR
4. 「「...。」の続き〜永遠なんてない... いつか終わりがあるけれど〜」 – 5:45
作詞・作曲: Me、編曲: AKIRASTAR
17枚目のシングルのA面2曲目。
5. 「セカンドseasonガールFRIEND〜女友達?妹的存在?ただの幼なじみ?恋愛対象?友達以上?恋人未満?2番目でもない?好きでも嫌いでもない?都合のいい女どまり?〜」 – 6:02
作詞・作曲: Me、編曲: 中村康成
18枚目のシングルのカップリング。
6. 「61秒目のフラLetter 最後の初恋〜コペルニクス的転回〜」※ – 4:53
作詞・作曲: Me、編曲: ZENTA
ベストアルバム『symphony with misono BEST』収録曲。
7. 「金魚救い〜君はどのプリンセス?〜」※ – 4:40
作詞: Me、作曲: Jun、編曲: Sin
8. 「七夕☆ジタButterFly♪」 – 4:10
作詞: Me、作曲: 渡辺未来、編曲: AKIRASTAR
Me名義1枚目のシングルのカップリング。
9. 「恋つりGirl 愛ガァル〜フィッシングBoy〜」 – 6:17
作詞: Me、作曲・編曲: AKIRASTAR
18枚目のシングルのA面2曲目。
10. 「25時間〜もしも1日が24時間ではなくあと1時間あったら...あなたは誰に何をしますか?〜」 – 4:56
作詞: Me、作曲: 大西克巳、編曲: AKIRASTAR
11. 「願ティ部×1人∞脚」 – 4:50
作詞: Me、作曲: 日比野裕史、編曲: AKIRASTAR
12. 「招待状♪BIGり☆ヤンチャはちゃめちゃくちゃ★オモちゃ〜箱」 – 5:16
作詞: Me、作曲・編曲: AKIRASTAR
13. 「ふたり占め わたし占め 「半分ずっこ」」  – 4:47
作詞: Me、作曲: 鮫島巧、編曲: AKIRASTAR
14. 「ス・キ・ラ・イ」 – 5:15
作詞・作曲: Me、編曲: 西川進
Me名義1枚目のシングルのA面2曲目。

DVD
1. 「ホ・ン・ト・ウ・ソ」 (Music Video)
2. 「with you」 (Music Video)
3. 「「NO you! NO life! NO…×× ?」 feat.Me」 (Music Video)
4. 「恋つりGirl 愛ガァル〜フィッシングBoy〜」 (Music Video)
5. 「Junction Punctuation Mark」 (Music Video)
6. 「61秒目のフラLetter 最後の初恋〜コペルニクス的転回〜」 (Music Video)
7. 「ウチ!ウチ!ROCK〜取り扱い説明書〜」 (Music Video)
8. 「ウチ!ウチ!ROCK〜取り扱い説明書〜」 (振り付けビデオ)

### CD形態（CDのみ）
曲名のあとに※がついているトラックは、CD+DVD形態盤のCDには収録されていない。
1. 「ウチ!ウチ!ROCK〜取り扱い説明書〜」
2. 「ホ・ン・ト・ウ・ソ」
3. 「Junction Punctuation Mark」※ – 3:59
作詞・作曲: Me、編曲: ZENTA
ベストアルバム『symphony with misono BEST』収録曲。
4. 「with you  -Me ver.-」※ – 3:44
作詞: Me、作曲・編曲: BACK-ON
Me名義のシングルのカップリング。BACK-ONの9thシングル表題曲のME ver。BACK-ONのシングル版とは歌詞が全く異なる。BACK-ONがフィーチャーしたシングルバージョンはPSP用ゲームソフト『テイルズ オブ ザ ワールド レディアント マイソロジー3』オープニングテーマ。
5. 「｢NO you! NO life! NO...×× ?｣ -Me ver.-」※ – 4:51
作詞: Me、作曲: 鮫島巧、編曲: akkin
ココア男。のシングル「Soldier / 「NO you ! NO life ! NO...xx ?」feat.Me」のA面二曲目。
6. 「四六“時「己」中”キミ時間オレ時計〜メトロノームの同期現象〜」
7. 「「...。」の続き〜永遠なんてない... いつか終わりがあるけれど〜」
8. 「セカンドseasonガールFRIEND〜女友達?妹的存在?ただの幼なじみ?恋愛対象?友達以上?恋人未満?2番目でもない?好きでも嫌いでもない?都合のいい女どまり?〜」
9. 「七夕☆ジタButterFly♪」
10. 「恋つりGirl 愛ガァル〜フィッシングBoy〜」
11. 「25時間〜もしも1日が24時間ではなくあと1時間あったら...あなたは誰に何をしますか?〜」
12. 「願ティ部×1人∞脚」
13. 「招待状♪BIGり☆ヤンチャはちゃめちゃくちゃ★オモちゃ〜箱」
14. 「ふたり占め わたし占め 「半分ずっこ」」
15. 「ス・キ・ラ・イ」